# NATO Rapid Deployable Corps - Italy
Il NATO Rapid Deployable Corps – Italy (corpo d'armata di reazione rapida NATO a guida italiana, NRDC-ITA) è un comando multinazionale di corpo d'armata ad alta prontezza operativa della NATO, costituito nel 2001. Il quartier generale del comando è a Solbiate Olona, in provincia di Varese, mentre la sede istituzionale è a palazzo Cusani, a Milano.
Il comando è disponibile per essere impiegato in tempi rapidi per interventi in aree di crisi in base a quanto stabilito dal Consiglio del Nord Atlantico (NAC-North Atlantic Council).

## Storia
Il Comando si costituisce nel gennaio 2001 sulla base del preesistente Comando delle Forze di Proiezione, a sua volta erede del 3º Corpo d'Armata.
La storia del Terzo si riallaccia al 3º Grande Comando Militare che si costituisce a Parma il 1º aprile 1860 nel quadro della riorganizzazione dell'Esercito prevista dal decreto 25 marzo. Ha funzioni prevalentemente territoriali, ma in caso di guerra è in grado di trasformarsi in comando di corpo d'armata. Sotto la sua giurisdizione viene posto il territorio dell'Emilia delimitato dal corso dei fiumi Trebbia e Panaro.
Soppresso il 1º settembre 1865, in attuazione del decreto 25 giugno, si mobilita quale III Corpo d'armata nel giugno 1866 per la terza guerra d'indipendenza, terminata la quale rimane ancora in vita fino all'agosto 1867. Il 14 giugno 1869 è costituito in Napoli il Comando Generale del III Corpo d'Esercito che si trasforma nel 1873 in 3º Comando Generale e, a partire dal 22 marzo 1877, in III Corpo d'Armata. Assolve i compiti territoriali con l'esclusione dei periodi di mobilitazione relativi alle campagne di guerra. Nel settembre 1943, a seguito degli eventi successivi alla proclamazione dell'armistizio, si scioglie. Il 15 giugno 1945, a Milano, si forma il III Comando Militare Territoriale che si trasforma dal 1º luglio 1957 in Comando del 3º Corpo d'armata. Con la ristrutturazione del 1975 muta ancora denominazione in Comando 3º Corpo d'Armata.
Nell'ambito dei provvedimenti connessi con l'attuazione del Nuovo Modello di Difesa varia compiti e organico e dal 1º ottobre 1997 incomincia la trasformazione per divenire Comando Forze di Proiezione e assume alle dipendenze la Brigata Meccanizzata "Friuli", la Brigata bersaglieri "Garibaldi", la Brigata paracadutisti "Folgore" con i supporti 10º reggimento genio guastatori, 3º reggimento Cavalleria dell'Aria "Aldebaran", 33º reggimento logistico di manovra "Ambrosiano", reggimento lagunari "Serenissima", 26º reggimento "Bergamo", 121º reggimento "Macerata".
Dal 1º dicembre 2000 si riconfigura in comando di pianificazione cedendo le sue pedine operative al 1º e al 2º FOD. Nel 2001, a seguito della richiesta della NATO di dotarsi di Comandi a elevata prontezza operativa, il Comando Forze di Proiezione, già 3º Corpo d'Armata, viene riordinato in Corpo d'Armata di Reazione Rapida, che sostiene una intensa attività addestrativa e di esercitazioni nell'ambito di un lungo processo di Certificazione che lo porta ad acquisire la Full Operational Capability nel dicembre del 2002 con il nominativo di NATO Rapid Deployable Corps (NRDC-Italy).
Al comando del Generale di corpo d'armata Mauro Del Vecchio, dal 5 agosto 2005 al 4 maggio 2006, il NATO Rapid Deployable Corps - Italy ha guidato la International Security Assistance Force (ISAF) in Afghanistan. Successivamente nel 2009 buona parte del Comando NRDC viene nuovamente impiegata nel comando della missione ISAF, non più come unita' organica ma occupando diverse posizioni di staff.
Nel 2013, NRDC-ITA è stato nuovamente dispiegato in Afghanistan nell'ambito della missione ISAF, ed il suo Comandante assume l'incarico di Capo di Stato Maggiore del Comando.
Durante il 2013, NRDC-ITA ha incominciato una riconfigurazione tesa ad assumere il ruolo di HQ di una Joint Task Force (JTF), raggiungendo la piena capacità operativa nel 2014 e la successiva certificazione da parte della NATO - nell’aprile del 2015 - ottenuta a seguito di esercitazioni nazionali (Eagle Joker 14) e di livello internazionale (Trident Jaguar 15) con il supporto di HQ ARRC e NRDC-ESP. Nel 2015 e 2016 NRDC - ITA ha mantenuto la prontezza come HQ di JTF per Small Joint Operations (Land Heavy) fino al 30 giugno 2017.
All'inizio del 2016 è incominciato il processo di transizione di NRDC-ITA come Land Component Command (LCC) in ambito NRF18, sebbene ancora in Stand-by come JTF HQ. Peraltro, NRDC-ITA ha ricevuto per la prima volta l'autorità per coordinare tutte le entità italiane coinvolte e le Nazioni contributrici per la preparazione della Brigata NRF 2018, una Task Force ad altissima prontezza (VJTF), a guida italiana.
Con il superamento della CREVAL, nel corso dell’esercitazione Brilliant Ledger 17, svoltasi a ottobre 2017, il NRDC-ITA è stato validato e quindi considerato pronto ad assumere il ruolo di HQ di attesa (Stand-by) come NRF18-LCC, ruolo che ha mantenuto per tutto il 2018.
Nel novembre del 2022 il Corpo d'Armata della NATO a guida italiana si è schierato a Stavanger, in Norvegia, presso il Joint Warfare Centre (JWC) della NATO, dove ha condotto l'esercitazione Steadfast Jackal 22, valsa per ottenere la certificazione come Joint Task Force Headquarters.
Quest'anno, il NATO Rapid Deployable Corps Italy (NRDC-ITA) è stato selezionato quale guida della Allied Reaction Force (ARF). L'istituzione di tale forza è stata annunciata durante il vertice della NATO a Vilnius nel luglio 2023. NRDC-ITA fornirà, quindi, al Comandante Supremo delle Forze Alleate in Europa (SACEUR) la capacità di rispondere prontamente ad ogni tipo di crisi, contribuendo, al contempo, allo sviluppo di strutture permamenti dedicate. L’ARF è un concetto completamente nuovo della NATO riferito ad una forza in grado di raggiungere obiettivi in tempi più rapidi di quanto sia mai stato fatto in precedenza. È una forza a livello strategico, multi-domain e ad elevatissima prontezza, capace di schierarsi in un brevissimo lasso di tempo, costituita da pacchetti di forze di dimensioni variabili per rinforzare la deterrenza sia in tempo di pace che in situazione di crisi, o porsi quale dilemma strategico per gli avversari. La sua implicita flessibilità consente a SACEUR di allocare ulteriori forze al Comandante dell’ARF a seconda delle necessità ed in qualsiasi situazione. Ha la capacità di condurre un ampio spettro di missioni: può essere impiegata come riserva strategica rapidamente proiettabile in caso di crisi in atto o in via di sviluppo, o quale forza di deterrenza per scongiurare potenziali spiralizzazioni verticali e/o orizzontali. Nell’anno in corso le forze designate a costituire le componenti di tale forza sono attinte da vari Paesi membri della NATO. La Gran Bretagna, con la 1 UK Division, garantirà la componente terrestre, l’Italia quella marittima attraverso il COMITMARFOR mentre la Spagna fornirà il comando delle Special Forces. AIRCOM, il Comando Cyber e il NATO Space Center garantiranno, quando richiesto, gli assetti e le capacità necessarie. 
L'assunzione della responsabilità di tale ruolo è stata sancita da una cerimonia tenutasi a Solbiate Olona alla presenza del SACEUR (Gen. Cavoli) e del Capo di Stato Maggiore dell'Esercito Italiano (Gen. Masiello).

## Le sedi
La sede operativa del Comando NRDC-ITA è situata presso la Caserma "Ugo Mara" di Solbiate Olona, in provincia di Varese, a circa 5 km da Busto Arsizio, 19 km da Varese e 31 km dal capoluogo lombardo. Presso la stessa caserma di Solbiate Olona hanno sede il Comando Brigata di Supporto al NRDC-ITA e il 33º Reggimento di supporto tattico e logistico "Ambrosiano". La storia della caserma inizia a delinearsi agli inizi del Novecento quando, con lo sviluppo dell’aviazione la struttura ospitò, a partire dal 1911, una scuola di pilotaggio che, nel 1913, nell’ambito della sempre più crescente esigenza di modernizzazione dell’Esercito, fu trasformata in un campo d’aviazione, base della 5ª Squadriglia di Francesco Baracca. Con l’avvento della prima guerra mondiale, a partire dal 1915 l’area divenne campo di prigionia per i militari austroungarici tra i quali vi erano anche prigionieri prigionieri cecoslovacchi. Dal 1918 al 1920, con il costituirsi dell’Esercito cecoslovacco, a preludio del riconoscimento della relativa repubblica, la base diventa campo di addestramento per la Legione Cecoslovacca che combatté al fianco dell’Italia negli ultimi mesi della Grande Guerra e, successivamente, vi si addestrarono i Quadri stessi del nascente Esercito. Successivamente la caserma è stata sede, tra il 1976 e il 2002, del 67º Battaglione meccanizzato "Montelungo", del 10º Battaglione bersaglieri "Bezzecca", del 4º Battaglione carri "M.O. Passalacqua" ,del 67º Reggimento Fanteria Corazzato "Legnano" e del 33º Reggimento logistico di manovra "Ambrosiano".
Il Comando NRDC-ITA ha anche una sede istituzionale nel centro di Milano nello storico edificio seicentesco di Palazzo Cusani. Il palazzo fu fatto erigere da Agostino Cusani (1592-1640), feudatario e poi marchese di Chignolo Po. Successivamente il palazzo venne rimaneggiato più volte con interventi sulla facciata esterna realizzati da Giovanni Ruggeri in stile barocco e sulla facciata interna realizzata in forme neoclassiche dall'architetto Giuseppe Piermarini. Nel 1808 il palazzo venne venduto per debiti di gioco ai francesi che da tempo governavano Milano e che qui vi insediarono il Ministero della Guerra.  Da allora il palazzo è stato sede di diversi comandi militari. Dal 1884 fino al 2001 il palazzo è stato sede del Comando del 3º Corpo d’Armata. 

## Lo stemma[2]
L'emblema adottato è quello di: "uno scudo diviso in due sormontato da un gladio ed una testa d'aquila.
Il gladio si basa storicamente su quello adottato dalle Divisioni CELERE durante il secondo conflitto mondiale.
La testa d'aquila rappresenta l'elevata capacità di schieramento del Comando.
I colori sono gli stessi adottati dal Comando Forze di Proiezione (FOP).
Lo scudo è inserito su uno scudo verde su cui è riportato l'acronimo internazionale, NRDC-ITA, e il motto in latino "UBIQUE CELERE".

## Compiti
Il NATO Rapid Deployment Corps - Italy (NRDC-ITA) è un Comando NATO alle dipendenze del Comandante Supremo delle Forze Alleate in Europa (SACEUR), presso SHAPE (Supreme Headquarters Allied Powers Europe) situato in Belgio. Lo NRDC-ITA è stato costituito per fare fronte, in caso di necessità immediata, allo schieramento di una forza multinazionale in un'area di crisi. Deve essere pronto a condurre operazioni difensive, offensive, in supporto della pace, di supporto umanitario e altre operazioni sia dentro sia fuori dall'area di responsabilità dell'Alleanza Atlantica, in base a quanto stabilito dal comandante NATO della missione.
La multinazionalità rappresenta un valore aggiunto per il successo delle attività che il Comando è chiamato a svolgere. Un fattore chiave sostenuto e implementato da tutti i Paesi alleati che hanno aderito attivamente al progetto di NRDC-ITA con la partecipazione di personale altamente qualificato. Le loro bandiere, schierate in cerchio in un simbolico abbraccio di fronte all’HQ, testimoniano la realizzazione di uno spirito fortemente motivante e aggregante.
NRDC-ITA è in grado di esercitare il Comando e Controllo delle Operazioni militari e interagire, tramite esperti professionisti, con attori non militari in ogni scenario di crisi (organizzazioni governative, organizzazioni non-governative, agenzie di aiuto umanitario, ecc.) secondo il concetto NATO di Comprehensive Approach.

## Struttura

### Comando
Il Comando viene diretto operativamente dall'Allied Joint Force Command di Napoli o di Brunssum. Del Comando fanno parte oltre 400 militari provenienti dai seguenti stati membri dell'Alleanza Atlantica:
- Italia
- Albania
- Bulgaria
- Canada
- Francia
- Germania
- Grecia
- Lettonia
- Lituania
- Macedonia del Nord
- Paesi Bassi
- Polonia
- Regno Unito
- Romania
- Slovenia
- Spagna
- Stati Uniti
- Turchia
- Ungheria

Il Comando in tempo di pace dispone unicamente di forze di supporto garantite dall'Esercito Italiano e non ha alle sue dipendenze forze permanentemente assegnate, ma unità cosiddette "affiliate" a cui il Comandante del NRDC-Italy può emanare direttive con particolare riferimento all'addestramento, in base a quanto stabilito dal "Memorandum of Understanding" (MoU) stipulato dall'Italia con le altre Nazioni che contribuiscono alla costituzione del Comando. L'Italia fornisce il 75% del personale tra Ufficiali, Sottufficiali, Graduati e militari di truppa, mentre il rimanente 25% è costituito da militari provenienti da altre nazioni.
Attualmente NRDC-ITA è in grado di gestire un ampio spettro di operazioni all’interno dei tre compiti fondamentali dell'Alleanza (difesa comune, gestione delle crisi e sicurezza cooperativa). Il Comando può svolgere molteplici ruoli con l’impiego di oltre 60.000 soldati, a partire dal livello di corpo d’armata nelle operazioni convenzionali, fino al comando congiunto nelle operazioni di risposta alle crisi o di stabilità. Tale livello di capacità è reso possibile da un intenso programma di esercitazione e addestramento condotto dal personale con le unità subordinate ed affiliate.  Tra queste: le divisioni italiane Vittorio Veneto e Acqui, la 3ª Divisione Britannica, la 2ª Divisione Meccanizzata greca, il 10º Battaglione di fanteria sloveno e un Battaglione di fanteria ungherese, e diverse unità di supporto delle Forze Amate Italiane.

#### Comandanti
NRDC-ITA è retto da un Generale di corpo d'armata dell'Esercito Italiano; l'attuale comandante è il Gen.C.A Lorenzo D'Addario.
Elenco dei comandanti del NATO Rapid Deployable Corps - Italy
| Grado                      | Nome e cognome            | Estremi temporali | Estremi temporali |
| Grado                      | Nome e cognome            | Inizio            | Fine              |
| -------------------------- | ------------------------- | ----------------- | ----------------- |
| Tenente Generale           | Fabrizio Castagnetti      | 19 marzo 2002     | 20 febbraio 2004  |
| Generale di Corpo d'Armata | Mauro Del Vecchio         | 20 febbraio 2004  | 4 settembre 2007  |
| Generale di Corpo d'Armata | Giuseppe Emilio Gay       | 4 settembre 2007  | 27 agosto 2008    |
| Generale di Corpo d'Armata | Gian Marco Chiarini       | 27 agosto 2008    | 30 giugno 2011    |
| Generale di Corpo d'Armata | Giorgio Battisti          | 30 giugno 2011    | 24 novembre 2014  |
| Generale di Corpo d'Armata | Riccardo Marchiò          | 24 novembre 2014  | 30 settembre 2016 |
| Generale di Corpo d'Armata | Roberto Perretti          | 30 settembre 2016 | 8 dicembre 2019   |
| Generale di Corpo d'Armata | Guglielmo Luigi Miglietta | 9 dicembre 2019   | 17 maggio 2022    |
| Generale di corpo d'Armata | Lorenzo D'Addario         | 18 maggio 2022    | in carica         |

## Reparti
Ad assicurare il funzionamento del Comando del NATO Rapid Deployable Corps - Italy è una brigata di supporto dell'Esercito.

### Brigata di supporto
La Brigata di Supporto al Comando del Corpo d'Armata di Reazione Rapida della NATO a guida italiana (NRDC - ITA), composta esclusivamente da personale italiano, unica brigata di supporto dell'Esercito Italiano è stata costituita il 1º ottobre 2001 con la denominazione iniziale di Brigata Trasmissioni, assumendo l'attuale denominazione il 1º ottobre 2007. La brigata, dislocata in Lombardia, è composta dal 1º Reggimento trasmissioni e dal 33º Reggimento di supporto tattico e logistico "Ambrosiano".
La brigata ha fornito materiali e personale alla Missione delle Nazioni Unite ISAF VIII in Afghanistan per la costituzione del Comando Missione nel 2006 e ha successivamente fornito personale per il Comando Missione ISAF nel 2009, nel 2013 e nel 2014.

#### Comandanti di brigata
Elenco dei comandanti
- Brigadier Generale Giovanni Fantasia
- Brigadier Generale Mario Righele
- Generale di Brigata Sergio Giordano
- Generale di Brigata Ruggero D'osualdo
- Generale di Brigata Raffaele De Feo
- Generale di Brigata Bruno Bucci
- Generale di Brigata Antonio Pennino
- Generale di Brigata Alessandro Guarisco
- Generale di Brigata Michele Cittadella
- Generale di Brigata Giuseppe Poccia
- Generale di Brigata Domenico Ridella
- Generale di Brigata Simone Giannuzzi
- Generale di Brigata Uberto Incisa di Camerana
- Generale di Brigata Giuseppe Scuderi
- Generale di Brigata Giampiero Bisanti (in carica)

#### 1º Reggimento Trasmissioni
il 1º Reggimento trasmissioni, di stanza a Milano, è organizzato per gestire le trasmissioni di un alto comando con elevata prontezza e proiettabilità. Nel reggimento sono inquadrati i battaglioni trasmissioni "Spluga" e "Sempione".

#### 33º Reggimento Supporto Tattico e Logistico "Ambrosiano"
Il 33º Reggimento di supporto tattico e logistico, di stanza a Solbiate Olona ha il compito di assicurare il sostegno logistico al NATO Rapid Deployable Corps Italy. Nel Reggimento sono inquadrati una compagnia comando e un Battaglione formato da quattro compagnie: compagnia trasporti, commissariato, bersaglieri e supporto allo schieramento.
L'unità che ha partecipato a numerose missioni di pace e a emergenze in aiuto alle popolazioni sul territorio Italiano e all'estero, è erede del 33º Reggimento logistico di manovra "Ambrosiano" dal quale ha avuto in eredità la bandiera di guerra. Madrina del conferimento, avvenuto a Solbiate Olona il 27 ottobre 2006 è stata la signora Berta Crainz, moglie del generale Alberto Ficuciello e madre del capitano Massimo Ficuciello caduto a Nassirya, in Iraq, il 12 novembre 2003.

## Esercitazioni
Dalla sua istituzione NRDC-ITA ha preso parte a numerose esercitazioni, tra le più importanti:
- Eagle Flight (dal 2 settembre al 15 ottobre 2002, Civitavecchia, Italia)
- Light Ship (dal 3 al 13 dicembre 2002, Civitavecchia, Italia)
- Sharp Dagger (dal 21 aprile al 2 maggio 2003, Wildflecken, Germania)
- Northern Light (dal 15 al 26 settembre 2003, Luce Bay, Scozia)
- Roman Warrior (dal 10 al 27 novembre 2003, Solbiate Olona, Varese, Italia)
- Eagle Landing (dal 15 marzo al 2 aprile 2004, Legnano, Novara, Solbiate Olona, Italia)
- Allied Action (dal 1º maggio all'8 giugno 2004, Civitavecchia e Monte Romano, Italia)
- Destined Glory (28 settembre al 15 ottobre 2004, Cagliari e Capo Teulada, Italia)
- Ready to Move (dal 25 ottobre al 26 novembre 2004, Solbiate Olona, Italia)
- Eagle Focus 1-2-3 (dal 25 gennaio al 28 febbraio 2005, Solbiate Olona, Italia)
- Eagle Thunder (dal 7 al 23 giugno 2005, Stavanger, Norvegia)
- Eagle Roster III (ottobre 2011) Civitavecchia, Italia)
- EAGLE JOKER (settembre 2014, Lecce, Italia)
- TRIDENT JAGUAR (aprile 2015, Stavanger, Norvegia)
- SUMMER TEMPEST (novembre 2016, Solbiate Olona, Italia)
- BRILLIANT LEDGER (ottobre 2017, Solbiate Olona, Italia)
- TRIDENT JAVELIN (novembre 2017, Stavanger, Norvegia)
- BRILLIANT JOUST (marzo 2018, Bydgoszcz, Polonia)
- EAGLE OVERLAND (luglio 2018, Bucarest, Romania)
- BRILLIANT JUMP I e II (aprile/ottobre 2018, Solbiate Olona/Dombas, Italia/Norvegia)
- STEADFAST JACKAL (novembre 2022, Solbiate Olona/Stavanger, Norvegia)
- STEADFAST DETERRENCE (maggio 2024, Solbiate Olona/Stavanger, Norvegia)